# هشام برکات
هشام محمد زکی برکات (عربی: هشام محمد زکی برکات؛ ۲۱ نوامبر ۱۹۵۰ – ۲۹ ژوئن ۲۰۱۵) یک سیاست‌مدار اهل مصر بود. وی در ۱۰ ژوئیه ۲۰۱۳ توسط عدلی منصور به عنوان دادستان کل مصر انتخاب شده بود. هشام برکات در سل ۱۹۷۳ در رشته حقوق فارغ‌التحصیل شد
از زمان برکناری محمد مرسی، رئیس جمهور سابق مصر در سال ۲۰۱۳، وی هزاران اسلامگرا را برای محاکمه تحویل دادگاه داد. در روز ۱۴ ژوئیه ۲۰۱۳، حکم به بلوکه کردن دارایی‌هایی ۱۴ نفر از برجسته‌ترین اسلامگران مصر داد.
در روز دوشنبه ۲۹ ژوئن ۲۰۱۵ کاروان حامل وی در محله مصر الجدیده در حومه شهر قاهره و در بیرون ساختمان آکادمی نظامی هدف بمبگذاری قرار داد. وی مجروح و برای مداوا به بیمارستان منتقل شد و به دلیل شدت جراحات وارده درگذشت. هشام برکات یکی از مقامات ارشد مصر است که از سال ۲۰۱۳ مورد سوقصد قرار می‌گرفت. وی در گذشته چندین بار تهدید به مرگ شده بود.